# Ivan Auriel
Ivan Auriel, né le 2 janvier 1957 à Versailles et mort le 25 juillet 2018 est un ancien magistrat français. Il fut notamment juge d’instruction à Béthune (1986-1988), puis à Angers (1989-1997) puis substitut général près la cour d’appel d’Angers (2002-2007), procureur de la république adjoint près le tribunal de grande instance de Nantes (2007-2011), procureur près le tribunal de grande instance de Cayenne (2012-2015) et près le tribunal de grande instance de Draguignan (2015-2018).

## Biographie
Il fut notamment responsable du dossier Trager conduisant à la condamnation de plusieurs responsables socialistes,, l'avocat général lors du procès de l'affaire du réseau pédophile d'Angers,, et du meurtre de Sophie Gravaud, chargé de l'affaire Tony Meilhon et de la disparition de Xavier Dupont de Ligonès,,.
Il meurt à Amsterdam, le 25 juillet 2018, des suites d'une crise cardiaque alors qu'il passe des vacances avec sa famille.

## Distinctions
Le 14 novembre 2005, Ivan Auriel est nommé au grade de chevalier dans l'ordre national du Mérite au titre de « substitut du procureur général près la cour d'appel d'Angers ; 22 ans de services civils et militaires ». Il est fait chevalier de l'ordre le 4 janvier 2006.